# Nealeyrodes bonariensis
Nealeyrodes bonariensis là một loài côn trùng cánh nửa trong họ Aleyrodidae, phân họ Aleyrodinae.
Nealeyrodes bonariensis được Hempel miêu tả khoa học đầu tiên năm 1922.